# 유성 치경구개 파찰음
유성 치경구개 폐찰음(有聲 齒莖口蓋 閉擦音) 또는 유성 치조구개 파찰음(有聲 齒槽口蓋 破擦音)은 치경구개에서 파열을 일으킨 다음 마찰을 일으켜서 조음하는 유성음이다.

## 발음의 예
- 한국어: 홀소리와 홀소리 사이 또는 유성음 받침(ㅁ, ㄴ, ㄹ, ㅇ)과 홀소리 사이의 ㅈ에서 이 소리가 난다.
- 일본어: じ와 じゃ행의 첫소리에서 이 소리가 난다.
- 폴란드어: dź에서 이 소리가 난다.
- 눠쑤어: 라틴 문자 표기의 nj와 jj에서 이 소리가 난다. nj는 선비음화 자음이다.
- 세르보크로아트어: 키릴 문자 표기의 ђ, 라틴문자 표기의 đ에서 이 소리가 난다.